# 10126 Lärbro
10126 Lärbro è un asteroide della fascia principale. Scoperto nel 1993, presenta un'orbita caratterizzata da un semiasse maggiore pari a 2,2071740 UA e da un'eccentricità di 0,1796481, inclinata di 1,18299° rispetto all'eclittica.
L'asteroide è dedicato a Lärbro, villaggio svedese nel Gotland noto per la sua torre dell'XI secolo.